# Terpsichore achilleifolia
Terpsichore achilleifolia là một loài thực vật có mạch trong họ Polypodiaceae. Loài này được (Kaulf.) A.R. Sm. miêu tả khoa học đầu tiên năm 1993.